# George MacKay
George MacKay   (Vancouver, 11 de juliol de 1900 - Altamonte Springs, 23 d'agost de 1972) fou un remer canadenc que va competir durant la dècada de 1920.
El 1924 va prendre part en els Jocs Olímpics de París, on va guanyar la medalla de plata en la competició de quatre sense timoner del programa de rem. Formava equip amb Archibald Black, Colin Finlayson i William Wood.